# 색채어
색채어(色彩語, color term) 또는 색명(色名, color name) 또는 색 이름은 특정한 색을 가리키는 단어나 구절이다.
빛깔에는 일반 색명과 같은 관용 색명이 있으며 다음은 일반 색명에 관한 것이다. 일반 색명은 분류 색명이라고도 불리는 것인데 기본 색명과 수식어로 된 색명법이다. 그 골자는 표1의 유채색의 기본 색이름, 표4의 무채색의 기본 색이름 및 표2의 유채색의 명도와 관한 수식어이다.
다음 표는 KIS(한국공업규격)제정 KS A 0011에 의한 것이다.
| 유채색의 기본색이름(표 1)                                               | 유채색의 기본색이름(표 1)                                                          |                            | 유채색의 명도와 채도에 관한 수식어(표 2) |
| 기본색이름(1)                                                           | 참고(영어)                                                                         |                            | 수 식 어                                 |
| 빨강(적) 주황 노랑(황) 연두 녹색 청록 파랑(청) 남색 보라(자) 자주(적자) | Red Orange Yellow Green Yellow Green Blue Green Blue Blue Purple Purple Red Purple |                            | 해맑은 밝은회 회 어두운회 검은           |
| 빨강(적) 주황 노랑(황) 연두 녹색 청록 파랑(청) 남색 보라(자) 자주(적자) | Red Orange Yellow Green Yellow Green Blue Green Blue Blue Purple Purple Red Purple | 옅은(연한) 우중충한 어두운 |                                          |
| 빨강(적) 주황 노랑(황) 연두 녹색 청록 파랑(청) 남색 보라(자) 자주(적자) | Red Orange Yellow Green Yellow Green Blue Green Blue Blue Purple Purple Red Purple | 밝은 짙은                  |                                          |
| 빨강(적) 주황 노랑(황) 연두 녹색 청록 파랑(청) 남색 보라(자) 자주(적자) | Red Orange Yellow Green Yellow Green Blue Green Blue Blue Purple Purple Red Purple | 새뜻한(샛)                 |                                          |

| 색기호와 백·흑 함유량(표 3)            |                                        |                                        |                                        |                                        |                                       |                                       |                                       |                                       |                                       |                                       |                                       |
| 백 색 기 호                            | W                                      | A                                      | C                                      | E                                      | E                                     | G                                     | I                                     | L                                     | M                                     | P                                     |                                       |
| 백 색 량                               | 100                                    | 89                                     | 56                                     | 35                                     | 35                                    | 22                                    | 14                                    | 8.9                                   | 5.6                                   | 3.5                                   | 0                                     |
| 흑 색 량                               | 0                                      | 11                                     | 44                                     | 65                                     | 65                                    | 78                                    | 86                                    | 91.1                                  | 94.4                                  | 96.5                                  | 100                                   |
| 흑 색 기 호                            |                                        | a                                      | c                                      | e                                      | e                                     | g                                     | i                                     | l                                     | n                                     | p                                     | F                                     |
|                                        |                                        |                                        |                                        |                                        |                                       |                                       |                                       |                                       |                                       |                                       |                                       |
| 무채색의 기본색이름(표 4)              |                                        |                                        |                                        |                                        |                                       |                                       |                                       |                                       |                                       |                                       |                                       |
| 기 본 색 이 름                         | 기 본 색 이 름                         | 기 본 색 이 름                         | 기 본 색 이 름                         | 기 본 색 이 름                         | 참 조(영어)                           | 참 조(영어)                           | 참 조(영어)                           | 참 조(영어)                           | 참 조(영어)                           | 참 조(영어)                           | 참 조(영어)                           |
| 흰색 밝은 회색 회색 어두운 회색 검은색 | 흰색 밝은 회색 회색 어두운 회색 검은색 | 흰색 밝은 회색 회색 어두운 회색 검은색 | 흰색 밝은 회색 회색 어두운 회색 검은색 | 흰색 밝은 회색 회색 어두운 회색 검은색 | White Light gray Gray Dark gray Black | White Light gray Gray Dark gray Black | White Light gray Gray Dark gray Black | White Light gray Gray Dark gray Black | White Light gray Gray Dark gray Black | White Light gray Gray Dark gray Black | White Light gray Gray Dark gray Black |
|                                        |                                        |                                        |                                        |                                        |                                       |                                       |                                       |                                       |                                       |                                       |                                       |

| 색상에 관한 수식어(표 5)                                                   | |
| 수 식 어                                                                   | 적 용되는 기 본 색 이 름                                                                                              |
| 빨 강 기 미 의 노 랑 기 미 의 녹 색 기 미 의 파 랑 기 미 의 보 라 기 미 의 | 보라-(빨강)-노랑 무채색의 기본색 이름 빨강-(노랑)-녹색 〃 노랑-(녹색)-파랑 〃 녹색-(파랑)-보라 〃 파랑-(보라)-빨강 〃 |

## 같이 보기
- 색 목록